# カップヘッド (キャラクター)
カップヘッド (英: Cuphead) は、コンピュータゲーム『Cuphead』に登場する架空のキャラクター。

## 特徴
カップヘッドは人型の姿をしている。頭は薄い灰色の大きなカップで、そこに赤い縞模様の曲がったストローがさしてある。上半身と腕は黒く、脚は頭と同じ灰色。茶色の靴、白い手袋、赤いショートパンツを身に着けている。
カップヘッドのアートスタイルは、アメリカ合衆国のアニメーションの黄金時代からのラバーホースアニメーションや、ウォルト・ディズニー・アニメーション・スタジオとフライシャー・スタジオの初期の作品へのオマージュとして設計された。

## マグマン
マグマン (英語: Mugman) は、カップヘッドの弟で、ゲーム内で協力パートナーとして登場する。アニメ版『ザ・カップヘッド・ショウ!』ではフランク・トダーロ/吹替:小野賢章が声を担当している。
外観はカップヘッドとほぼ同じだが、ショーツ、鼻、ストローのストライプは赤ではなく青。鼻はカップヘッドよりも大きく丸みを帯びており、目は半円形ではなく楕円形であり、ストローは曲がっているのではなくまっすぐになっている。
ゲームではカップヘッドよりも慎重で思慮深く、カップヘッドがデビルのカジノゲームに負けてタマシイが奪われてしまうことを危惧し注意を促す。アニメではいつも兄弟げんかをしている。